# بيث فينيكس
اليزابيث كوكانسكي كورالون (بالإنجليزية: Elizabeth Kocanski Carolan)‏ (ولدت في 24 نوفمبر 1980)
معروفه باسم الحلبة بيث فينكس (بالإنجليزية: Beth Phoenix)‏ (ولدت في 24 نوفمبر 1980) وتعمل حالياً في اتحاد المصارعة الترفيهية العالمية (دبليو دبليو إي) وتصارع في عرض سماك داون.

## بداية مهنة المصارعة
بدأت كورلان المصارعة في فريق المدرسة الثانوية، هي كانت أول إمراة تصارع رجل في تاريخ مدرستها الثانوية
أصبحت بطلة حزام الشمال الشرقي للمصارعة الحرة (وزن 72 كيلوجرام) في 1999 ، وأصبحت أيضا بطلة النساء في (وزن 72 كيلوجرام) في قاعة نيويورك ستيت فاير 1999 ، في ذلك الوقت كانت أيضا عضوة في فريق الولايات المتحدة (قسم للمصارعة الحرة) ، وهدفها في الحياة كان أن تصبح مصارعة محترفة، وكانت تؤمن أن لديها القوة للوصول لهدفها

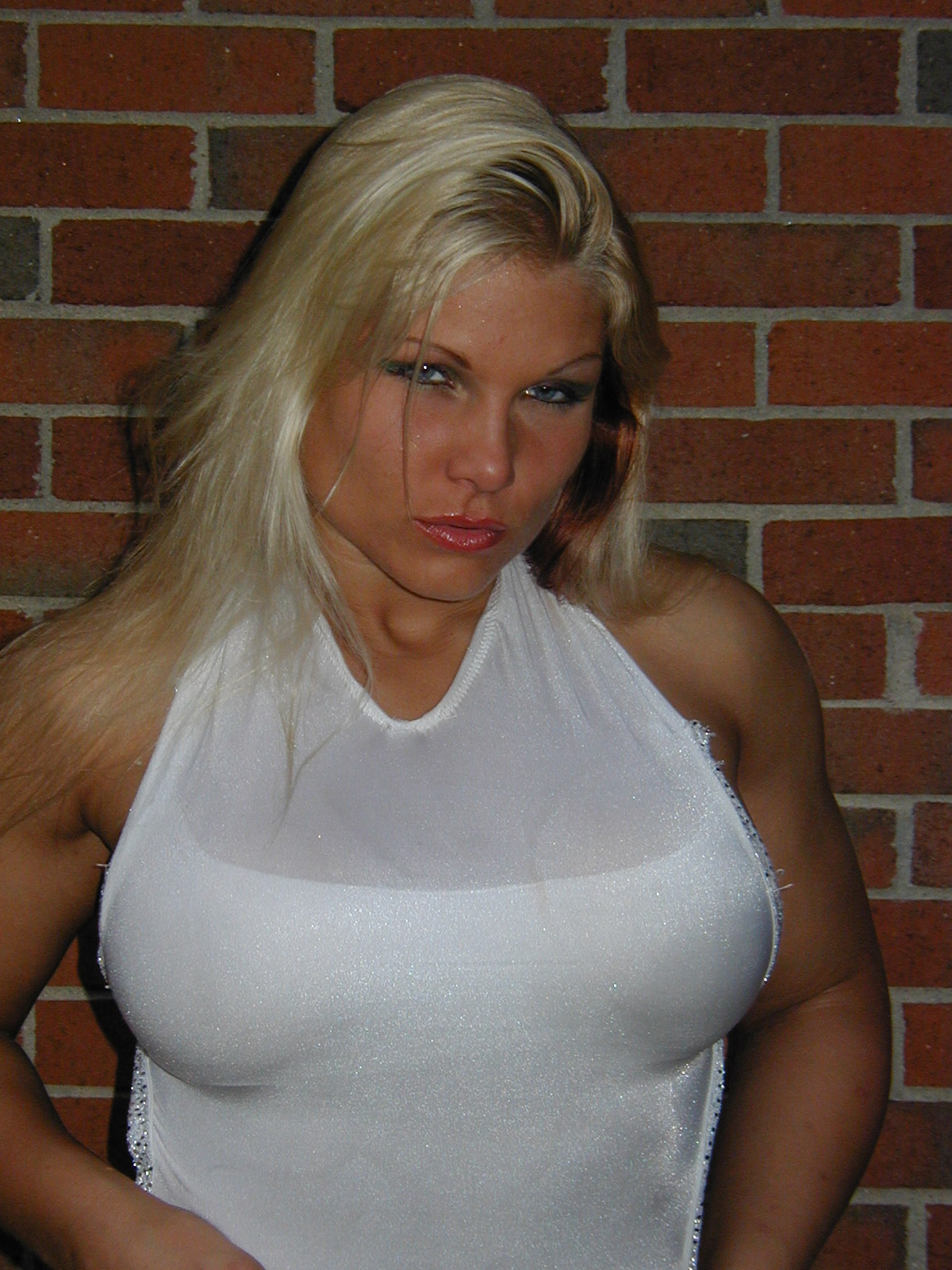
بيث فينيكس

بيث فازت ببطولةدبليو دبليو إي ويمانز تشامبيون شيب ثلاث مرات، وفازت بجائزة سلامي لديفا السنة في 2009.

## روابط خارجية
- بيث فينيكس على موقع IMDb (الإنجليزية)
- بيث فينيكس على موقع ميوزك برينز (الإنجليزية)
- بيث فينيكس على موقع قاعدة بيانات الفيلم (الإنجليزية)
- بيث فينيكس على موقع دبليو دبليو إي (الإنجليزية)
- بيث فينيكس على موقع WrestlingData.com (الإنجليزية)
- بيث فينيكس على موقع CageMatch worker (الإنجليزية)
- بيث فينيكس على موقع قاعدة بيانات المصارعة على الإنترنت (الإنجليزية)
- بيث فينيكس على موقع عالم المصارعة على الإنترنت (الإنجليزية)
- بيث فينيكس على موقع عالم المصارعة على الإنترنت (الإنجليزية)